# 車布登扎布
車布登扎布（18世纪—1788年），喀尔喀蒙古车臣汗部的第十任汗，博尔济吉特氏。達瑪璘次子。
乾隆三十二年（1767年），袭封车臣汗。入觐北京，命乾清门行走。乾隆三十三年（1768年），授为盟长。乾隆三十五年（1770年），赐三眼花翎和黄马褂。乾隆四十年（1775年），乾隆帝命他御前行走。乾隆四十八年（1783年），因为私用乌拉票，获得赦免後没有入京谢诏，撤销盟长之职，夺去孔雀翎。乾隆四十九年（1784年），入觐承德避暑山庄，再赐孔雀翎，命他乾清门行走。乾隆五十三年（1788年）去世，其子齊旺多爾濟袭位。